# Paul Campbell (Schauspieler, 1979)
Paul Campbell (* 22. Juni 1979 in Vancouver, British Columbia) ist ein kanadischer Schauspieler, der vor allem durch seine Rolle des Billy Keikeya in der Sci-Fi-Serie Battlestar Galactica internationale Bekanntheit erlangte.

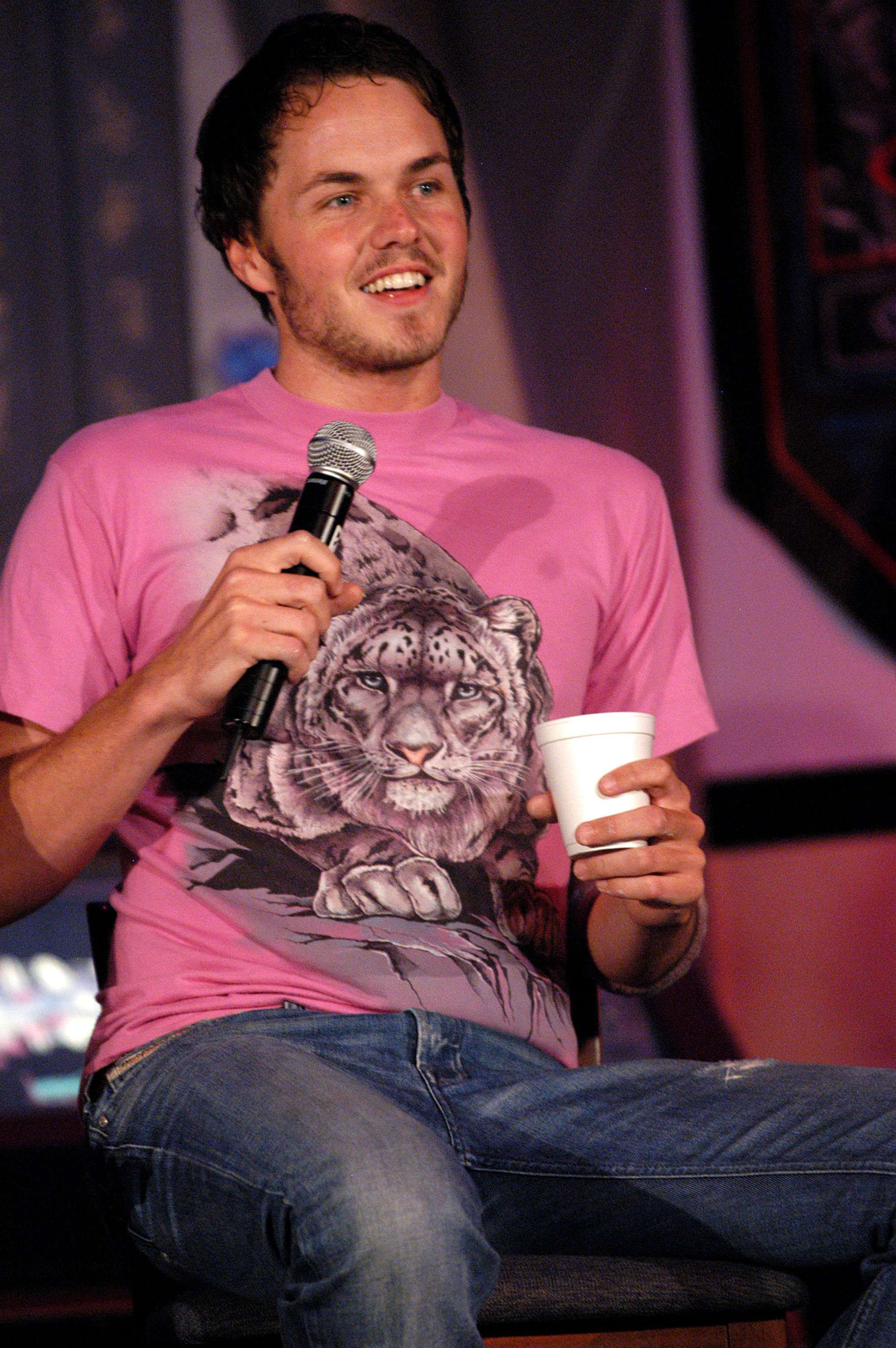
Paul Campbell auf der Gatecon 2005 im „Best Western Richmond“

## Leben und Karriere
Paul Campbell wurde in den späten 1970ern als Sohn von Karen und Bruce Campbell in der kanadischen Metropole Vancouver im Bundesstaat British Columbia geboren. Seine Berufslaufbahn begann er nicht als Schauspieler, sondern im Alter von 18 Jahren als Zimmerer in seiner Heimatstadt. In diesem Beruf arbeitete er rund vier Jahre lang, ehe er sich dazu entschloss, Schauspielunterricht zu nehmen und dafür eine Schauspielschule besuchte. Nach knapp zwei Jahren an der Capilano University beendete er seine Ausbildung und wurde, nachdem er bisher bei Aufführungen nur zu kleineren Rollen gekommen war, von einem Talentscout aus Vancouver entdeckt, unter Vertrag genommen und ab dieser Zeit laufend für Rollen in Film und Fernsehen gebucht. Seinen ersten Auftritt hatte er dabei im Jahr 2002 in einer Episode der ersten Staffel von Dead Zone. Noch im gleichen Jahr war er im Film Wenn wir uns wieder sehen zu sehen, hatte dabei aber noch immer keine nennenswerte Rolle erhalten. Ein Jahr später wurde er für eine Folge der nur kurzlebigen und mit einem Cliffhanger abgesetzten Fernsehserie Der Fall John Doe! gebucht. Ebenfalls 2003 war er in einer Episode der auch nur sehr kurzlebigen Serie Black Sash zu sehen. Eine wiederkehrende Rolle hatte Campbell hingegen in der Sci-Fi-Produktion Andromeda, in der er im Jahr 2003 in gleich zwei aufeinanderfolgenden Episoden als Lt. Bowlus zu sehen war. Auch in einer Episode von Peacemakers und in der kompletten Miniserie Battlestar Galactica war der junge Kanadier im Einsatz. In der Miniserie übernahm er gleich die Rolle des Billy Keikeya, dem jüngsten Mitglied im Stab der Ministerin und späteren Präsidentin Laura Roslin (gespielt von Mary McDonnell). In dieser Rolle spielte er schließlich auch in der eigentlichen Fernsehserie Battlestar Galactica mit und war dabei von 2004 bis 2006 in insgesamt 25 Folgen der ersten und zweiten Staffel der Fernsehserie zu sehen. Sein Charakter stirbt, als er in der 16. Episode der zweiten Staffel von einem Terroristen erschossen wird, nachdem er zuvor seiner Freundin Anastasia Dualla (gespielt von Kandyse McClure) das Leben gerettet hatte.
Weitere Engagements, die der 1,91 m große Schauspieler im Jahr hatte, waren unter anderem zwei Filmauftritte in Voll gepunktet, in dem er lediglich eine Minirolle besetzte, sowie im rein kanadischen Drama Ill Fated, wo er unter anderem neben Peter Outerbridge spielte und mit der Rolle des Jimmy einen der Hauptcharaktere darstellte. Für diese Rolle wurde er im darauffolgenden Jahr sogar mit einem Leo Award in der Kategorie „Feature Length Drama: Best Lead Performance by a Male“ ausgezeichnet. Ab dieser Zeit versuchte er sich vermehrt als Schauspieler im Film und wurde dabei im Jahr 2005 unter anderem für die Filme Mein verschärftes Wochenende oder Severed – Forest of the Dead gebucht. In beiden Filmen hatte er wesentliche Rolle inne und war nicht mehr nur in kleinen unbedeutenden Rollen im Einsatz. Im Jahr 2006 war Paul Campbell an der Seite von Taran Killam, Paul Adelstein, Bob Clendenin, Lauren Bittner oder Mircea Monroe im WB-Pilotfilm Nobody’s Watching im Einsatz. Der Pilot wurde allerdings nie im Fernsehen ausgestrahlt, sondern fand im Laufe der Zeit den Weg ins Internet und feierte auf YouTube seine Premiere. 2007 folgten ein Gastauftritt in 88 Minuten, sowie eine Hauptrolle in National Lampoons Bag Boy. Nur ein Jahr später übernahm er im gleichnamigen Remake der 80er-Jahre-Serie Knight Rider die wesentliche Nebenrolle des Informations- und Technologiechefs von Knight Industries, William „Billy“ Morgan. Als Chefmechaniker wurde er in allen 17 Episoden und dem zuvor produzierten Pilotfilm eingesetzt; danach wurde die Serie nach nur einer ausgestrahlten Staffel wieder abgesetzt, nachdem die anfänglich hohen Quoten rasch sanken und die eigentlich auf 22 Episoden ausgelegte erste Staffel auf nur 17 Folgen gekürzt werden musste. Als Grund für das Absetzen der Serie wurden jedoch nicht die schlechten Quoten genannt. Vielmehr waren es die hohen Produktionskosten der Serie und die ungewisse finanzielle Lage des Fernsehsenders NBC, sowie des Sponsorpartners, dem Automobilhersteller Ford. Nach dem Ausscheiden aus dieser Serie war Campbell wieder vorwiegend im Filmbereich tätig, so übernahm er 2009 Hauptrollen in den Filmen No Heroics sowie Play the Game und war ein Jahr später in einer eher kleineren Rolle in Bond of Silence zu sehen.
Das Jahr 2011 verlief für den Kanadier allerdings wieder um einiges intensiver, so kam bereits im Frühjahr der Film Normal in die Kinos, in dem er in die wesentliche Rolle des Dr. Tatsciore schlüpfte. Außerdem war er im Sommer als Hauptdarsteller in die Single-Camera-Comedy-Serie Almost Heroes, dabei in allen acht produzierten Episoden. Weitere größere Engagements waren in diesem Jahr unter anderem die Beteiligung an den Kinofilmen Killer Mountain und Ein Jahr vogelfrei!. Nachdem er 2012 nur ein einer einzigen Episode von Supernatural zu sehen war, kam er im Jahr 2013 wieder zu häufigeren Einsätzen in Film und Fernsehen. Darunter eine Hauptrolle in der romantischen Weihnachtskomödie Window Wonderland oder Auftritte in jeweils einer Folge von Emily Owens und Motive. Ein weiterer Film mit Campbell in der Hauptrolle befindet sich aktuell (Stand: 22. Dezember 2013) in der Postproduktion und soll am 1. März 2014 in die kanadischen Kinos kommen. Die Produktion des Films startete bereits im Dezember 2012. Eine der Hauptrollen übernahm Paul Campbell auch in der neuen Sitcom mit Dave Foley, Spun Out, die ebenfalls Anfang des Jahres 2014 veröffentlicht werden soll.

## Filmografie (Auswahl)
Filme
- 2002: Wenn wir uns wieder sehen (We’ll Meet Again)
- 2004: Voll gepunktet (The Perfect Score)
- 2004: Ill Fated
- 2005: Mein verschärftes Wochenende (The Long Weekend)
- 2005: Severed – Forest of the Dead (Severed)
- 2006: Nobody’s Watching
- 2007: 88 Minuten (88 Minutes)
- 2007: Bag Boy
- 2009: No Heroics
- 2009: Play the Game
- 2010: Bond of Silence
- 2011: Normal
- 2011: Killer Mountain
- 2011: Ein Jahr vogelfrei! (The Big Year)
- 2013: Window Wonderland
- 2014: Dirty Singles
- 2015: Once Upon a Holiday
- 2020: Christmas by Starlight

Serien
- 2002: Dead Zone (The Dead Zone; 1 Episode)
- 2003: Der Fall John Doe! (John Doe) (1 Episode)
- 2003: Black Sash (1 Episode)
- 2003: Andromeda (2 Episoden)
- 2003: Peacemakers (1 Episode)
- 2003: Battlestar Galactica (Miniserie; 2 Episoden)
- 2004–2006: Battlestar Galactica (25 Episoden)
- 2008–2009: Knight Rider (18 Episoden)
- 2011: Almost Heroes (8 Episoden)
- 2012: Supernatural (1 Episode)
- 2013: Emily Owens (Emily Owens, M.D.) (2 Episoden)
- 2013: Motive (1 Episode)
- 2014–2015: Spun Out (26 Episoden)
- 2021: Scott & Huutsch (6 Episoden)

## Auszeichnungen
- 2005: Leo Award in der Kategorie „Feature Length Drama: Best Lead Performance by a Male“ für sein Engagement in Ill Fated